# Włodzimierz Piotrowski (poeta)
Włodzimierz Piotrowski (ur. 14 lutego 1922 w Łęczycy, zm. 2 sierpnia 1983 w Wałbrzychu) – polski poeta, prozaik i publicysta.
Ukończył studia na Wydziale Prawno-Ekonomicznym Uniwersytetu Łódzkiego. Debiutował jako poeta w 1939 roku na łamach prasy. W okresie okupacji służył w Armii Krajowej. W latach 1953–1955 był kierownikiem Domu Kultury w Łęczycy. W latach 1953–1958 był redaktorem czasopisma "Ziemia Łęczycka". Od 1962 roku mieszkał w Wałbrzychu.

## Twórczość
- Progi niepokoju
- Dole i niedole diabła Boruty
- Etiuda na len z towarzyszeniem wiatru
- Odnajdywanie siebie
- Pieśni miłosne
- Opowieści z lechickich pól